# Berghesia
Berghesia es un género con una especie de plantas con flores perteneciente a la familia Rubiaceae. 

## Especies seleccionadas
- Berghesia coccinea